# Vòtics
Els vòtics són un poble nord-europeu que parla el vòtic, una llengua uraliana. S'anomenen vadjalain ~ vaddalain, vadjakko – un vot, maavätchi – poble vòtic, i la llengua vadyaa cheeli -- maacheeli. El nom vadja prové de l'antic baltofinès vakja (ganxo), que és un préstec bàltic (letó vadzis, lituà vagis). També és associat a l'est d'Estònia, Vaiga (Waiga, Wagia, Vaia).

## Hàbitat
L'antiga Watland era l'O i N d'Ingermanland. Pel 1200, els vòtics ocupaven del riu Narva, a l'E del riu Inger, i del Golf de Finlàndia al N a l'actual Oudova al Sud. El 1848, hi havia 37 viles vòtiques; el 1942 només 23. Avui encara viuen a 5 viles del districte Kingisepp de Sant Petersburg: Kukkusi, Rajo (el darrer parlant va morir el 1993), Jõgõperä, Liivchülä i Luuditsa. Les quatre últimes formen part del municipi de Vaipool. Alguns només hi viuen a l'estiu, i a l'hivern marxen a la ciutat (Kingisepp, St. Petersburg, Narva).

## Demografia
Els vòtics mai no han estat nombrosos, però han sobreviscut a guerres, pesta i fam, i a l'assimilació (russificació), accentuada en el segle xix. Mentre que el nombre de carelis, ingrians i vepses s'incrementà, el nombre de vòtics va minvar. Des del 1939 no foren inclosos als censos soviètics. Els contactes lingüístics, curiosament, l'han ajudat a sobreviure. Se sap que el 1544 els russos de Jaanilinn (Ivangorod) parlaven l'alemany millor que el rus, i actualment són vòtics. Segons Dimitri Tsvetkov, el 1850, un 50% dels vòtics parlava rus, i l'eslavó eclesiàstic era entès per un 10%.
El 1848 P. von Koeppen els calculà en 5.148 individus, però el cens rus del 1917 només en recull un miler. El cens soviètic del 1926 recull 705 censats, però baixaren a 400 el 1942 i a 50 el 1959 (dels quals el 70% parlaven vòtic). H. Heinsoo i J. Viikberg en comptaren 66 el 1982 i 62 el 1989, dels quals només la meitat parla vòtic.

## Història
Són l'antiga població d'Ingermanland. Se separaren en el I mil·lenni dels estonians i s'establiren entre el marge oriental del riu Narva i el llac Peipus (Peipsi). Els contactes amb l'estonià són confirmats pels dialectes estonians Kodavere i Lüganuse-Jõhvi. Mai no formaren una nació o unitat administrativa separada. La seva terra era enmig de les rutes comercials. Hi ha troballes arqueològiques al planell Izhor, entre Kingissepp i Gachina (s. IV-VII).
A la segona meitat del I mil·lenni, hi arribaren els eslaus. La fundació de Nóvgorod (potser 859) els suposà pagar tributs, documentats des del 1069 quan atacaren Nóvgorod amb ajut de Vseslav de Polatsk i foren vençuts.
Els vòtics són mencionats per primer cop en escrits russos en el s. XI. En una ordre de Jaroslav de Nóvgorod (978-1054), sobre ponts i camins, parla dels vòtics i el seu hàbitat. Les tribus vòtiques del N i SE eren nomenats chuds pels russos. A l'Edat mitjana, la part NO de Nóvgorod era anomenada Watland, i els seus habitants Vots. El nom Watland, Watlandia era habitual a Livònia. L'expressió pagani Watlandiae apareix als escrits catòlic del s.XII-XIII, i a la bula del Papa Alexandre III al bisbe d'Uppsala (1181-1195) i la del Papa Gregori IX a l'arquebisbe d'Uppsala i al bisbe de Linköping (1230).
Tot i que la primera llengua usada a la vece de Nóvgorod fou «chud», la supremacia militar era russa. El 1149 ajudaren Nóvgorod contra Häme, contra els suecs el 1240 i 1248, i contra els Cavallers teutònics el 1241, 1242 i 1269. Des del 1270, vòtics i ingrians compongueren l'exèrcit de Nóvgorod. El Tractat de Pähkinäsaari (Oreshek) el 1323 definirà les fronteres sueco-russes. In 1240, els alemanys fundaren Kaprio (Koporye) i els atacaren el 1444 i 1447. Quan el 1241, Nóvgorod capturà Kaprio, vòtics i ingrians foren forcats per col·laborar amb els alemanys. Pel 1440 el cavaller Heidenreich Vinke von Overberg deportà presoners de guerra vòtics a Curlàndia. A Letònia els anomenaven kreeviš (Krievinsh 'rus').
Jugaren un rol significant a Nóvgorod. Hi havia un Carrer Chude a la ciutat i la Carretera Vòtica cap al nord. Sembla que l'administració no els molestà gaire, i fins i tot els permeté mantenir llurs terres. El status del poder eslau afectà lingüísticament primer als nobles vots i més tard als homes prominents.
El 1478 Moscòvia destruí Nóvgorod. Els principats conquerits foren dividits en cinc parts (Vodskaya pyatina), de les quals la septentrional fou nomenada Vòtica, situada entre el riu Lauga i la badia de Narva, i a l'E entre el riu Olkhava i el llac Ladoga. El 1484 i 1488, molts vòtics foren deportats a Rússia Central, i hi arribaren colons russos, alhora que s'hi propagava la religió ortodoxa. Sota la influència de Nóvgorod, com a vassalls, molts ja l'havien acceptat. El 1348 s'hi fundà el monestir de Jaama (Jamburg). Nogensmenys, encara el 1534 i el 1548, els arquebisbes de Nóvgorod, Makarius i Theodosius, afirmaren que els vòtics eren obstinadament pagans. Moscòvia es prenia la cristianització seriosament. Ilya el Monjo i Nikifor, s'hi esforçaren (batejos massius, destrucció de santuaris pagans). Alhora, deixaren d'emprar noms vòtics i adoptaren els russos.
Per la Pau de Stolbova del 1617, Ingermanland fou adjudicada a Suècia. Els suecs van propagar el luteranisme per imposar-se a les noves àrees. Una part dels vòtics va escapar a Rússia, i les parts buides foren poblades amb finlandesos. I mentre els ingrians es van fer protestants, els vòtics es mantingueren ortodoxos
Després de la Guerra del Nord (1703-1712), Ingermanland va tornar a Rússia. Això va suposar la deportació de molts d'ells a Kazan i la construcció de la ciutat de Sant Petersburg, vora de l'antiga Nyen (Neevanlinna), en zona fínica; la futura capital russa atraurà a Ingermanland nombrosos immigrants i farà que la terra del territori sigui distribuïda entre els favorits de la cort. De les terres vòtiques, la cort s'apoderà de la part oriental de Jõgõperä (kuninkaa varta). A mitjans del s. XIX els vots començaven a preferir les cançons i les vestimentes russes.
La llibertat de moviments i l'escolarització incrementaren aquest sentiment, amb la inestimable ajuda de l'església ortodoxa. El 1920 era difícil diferenciar un vot d'un rus. El 1930 s'arribà al punt que els joves no parlaven vòtic.
El règim soviètic els canvià la vida. Els petits propietaris foren deportats i obligats a unir-se als kolkhoz: violència física barrejada amb injustícia social, persecució nacional i religiosa. L'artesania domèstica fou prohibida, així com tenir bot privat. I els que no es registraven com a russos eren deportats.
Durant la Segona Guerra Mundial, Ingermanland fou teatre de guerra. Amb la retirada alemanya, alguns pobles fínics marxaren a Finlàndia com a refugiats, entre ells molts vòtics. Després de la guerra, Rússia els reclamà, i els comissaris soviètics els coaccionaren per tornar. Alguns fugiren a Suècia o a Estònia, i alguns dels retornats foren enviats a l'Àsia central i dispersats.
A la mort de Stalin, enviaren peticions a Moscou i, com a resultat, des del 1956, alguns vòtics tornaren a casa seva, però les terres eren ocupades per estrangers russos.
L'eix de llur identitat el constitueix l'artesania, mercès a la qual conserven part del vocabulari, i el calendari folklòric.